# Альберт-Флет 5
Альберт-Флет 5 (англ. Albert Flat 5) — індіанська резервація в Канаді, у провінції Британська Колумбія, у межах регіонального округу Фрейзер-Велі.

## Населення
За даними перепису 2016 року, індіанська резервація нараховувала 20 осіб, показавши зростання на 33,3%, порівняно з 2011-м роком. Середня густина населення становила 24,4 осіб/км².

## Клімат
Середня річна температура становить 8,2°C, середня максимальна – 19,8°C, а середня мінімальна – -5,5°C. Середня річна кількість опадів – 1 436 мм.
| Клімат поселення                              | Клімат поселення | Клімат поселення | Клімат поселення | Клімат поселення | Клімат поселення | Клімат поселення | Клімат поселення | Клімат поселення | Клімат поселення | Клімат поселення | Клімат поселення | Клімат поселення | Клімат поселення |
| Показник                                      | Січ.             | Лют.             | Бер.             | Квіт.            | Трав.            | Черв.            | Лип.             | Серп.            | Вер.             | Жовт.            | Лист.            | Груд.            |                  |
| Середній максимум, °C                         | 4,48             | 6,96             | 9,08             | 12,42            | 15,87            | 18,85            | 18,72            | 19,75            | 16,24            | 11,50            | 5,50             | 2,59             |                  |
| Середня температура, °C                       | −0,51            | 1,98             | 4,08             | 7,43             | 10,87            | 13,86            | 16,40            | 17,45            | 13,92            | 9,18             | 3,17             | 0,28             |                  |
| Середній мінімум, °C                          | −5,5             | −3,03            | −0,92            | 2,45             | 5,88             | 8,86             | 14,10            | 15,12            | 11,61            | 6,87             | 0,87             | −2,04            |                  |
| Норма опадів, мм                              | 203              | 143              | 125              | 93               | 74               | 63               | 47               | 43               | 75               | 155              | 221              | 194              |                  |
| Середньомісячна швидкість вітру, м/с          | 2.72             | 2.74             | 2.79             | 2.88             | 2.74             | 2.72             | 2.60             | 2.40             | 2.21             | 2.29             | 2.59             | 2.68             |                  |
| Середньомісячна сонячна радіація, кДж/м²·день | 3318             | 6427             | 10311            | 15397            | 18950            | 20530            | 21843            | 18779            | 13424            | 7385             | 3624             | 2597             |                  |
| --------------------------------------------- | ---------------- | ---------------- | ---------------- | ---------------- | ---------------- | ---------------- | ---------------- | ---------------- | ---------------- | ---------------- | ---------------- | ---------------- | ---------------- |
| Джерело:                                      |                  |                  |                  |                  |                  |                  |                  |                  |                  |                  |                  |                  |                  |